# Bouvieraxius rudis
Bouvieraxius rudis is een tienpotigensoort uit de familie van de Axiidae. De wetenschappelijke naam van de soort is voor het eerst geldig gepubliceerd in 1906 door Rathbun.